# Matière de Dirac
 (Novembre 2019).
Sa qualité peut être largement améliorée en utilisant un vocabulaire plus directement compréhensible.
En physique de la matière condensée, le terme de matière de Dirac fait référence à une classe de systèmes qui peuvent être décrits par une équation de Dirac. Bien que l'équation de Dirac elle-même ait été formulée pour des fermions, les quasi-particules représentant la matière de Dirac peuvent être distribuées selon n'importe quelle statistique. Par conséquent, la matière de Dirac peut apparaître sous une forme fermionique, bosonique ou anyonique. Les principaux exemples de matière de Dirac sont le graphène, les isolants topologiques, les semi-métaux de Dirac, les semi-métaux (en) de Weyl, plusieurs supraconducteurs à haute température avec des bandes {\displaystyle d} appariées ainsi que l'hélium 3 liquide.
La théorie effective de ces systèmes est classée en fonction du choix spécifique de paramètres entrant dans l’équation de Dirac comme la masse de Dirac, la vitesse de Dirac, les matrices de Dirac et la courbure de l'espace-temps. Le traitement universel d´une matière de Dirac en termes de théorie effective conduit à des caractéristiques communes de sa densité d'états, de sa capacité thermique et de sa diffusion d´impuretés.

## Définition
Les membres d'une certaine classe de matière de Dirac diffèrent considérablement par leur nature. Cependant, tous les exemples de matière de Dirac sont unifiés par des similitudes au sein d'une structure algébrique d'une théorie effective les décrivant.

### Généralités
La matière de Dirac est un système de matière condensée où les excitations de quasi-particules peuvent être décrites dans un espace-temps courbe par l'équation de Dirac généralisée :
{\displaystyle \left[i\hbar v_{\rm {D}}\gamma ^{a}e_{a}^{\mu }d_{\mu }(p)-mv_{\rm {D}}^{2}\right]\Psi =0.}
où {\displaystyle d_{\mu }} désigne un vecteur covariant dépendant de la {\displaystyle (d+1)}-impulsion dimensionnelle {\displaystyle p} ( {\displaystyle d} dimensions d'espace {\displaystyle +1} dimension temporelle), {\displaystyle e_{a}^{\mu }} est le vierbein décrivant la courbure de l'espace, {\displaystyle m} la masse des quasi-particules et {\displaystyle v_{\rm {D}}} la vitesse de Dirac. Notez que puisque dans la matière de Dirac, l'équation de Dirac fournit une théorie effective des quasi-particules, l'énergie du terme de masse est nécessairement {\displaystyle mv_{\rm {D}}^{2}}, pas la masse au repos {\displaystyle mc^{2}} d'une particule massive. {\displaystyle \gamma ^{\mu }} fait référence aux matrices de Dirac, où la définition de leur construction est donnée par une relation d'anticommutation,
{\displaystyle \left\{\gamma ^{\mu },\gamma ^{\nu }\right\}=\gamma ^{\mu }\gamma ^{\nu }+\gamma ^{\nu }\gamma ^{\mu }=\eta ^{\mu \nu }I_{d}.}
{\displaystyle \eta ^{\mu \nu }} est la métrique de Minkowski dont la signature est (+ - - -), {\displaystyle I_{d}} désigne la matrice unitaire de dimension {\displaystyle d\times d} et {\displaystyle \Psi } désigne la fonction d'onde. La caractéristique unificatrice de toute la matière de Dirac est la structure matricielle de l'équation décrivant les excitations des quasi-particules.
Dans la limite où {\displaystyle d_{\mu }(p)=D_{\mu }}, c'est-à-dire lorsque n'opère qu'une dérivée covariante, une matière de Dirac classique est obtenue. Cependant, la définition générale permet une description de la matière avec des relations de dispersion d'ordre supérieur et dans un espace-temps courbe tant que l'hamiltonien effectif conserve la structure matricielle propre à l'équation de Dirac.

### Forme classique
La majorité des réalisations expérimentales de la matière de Dirac à ce jour sont obtenues dans la limite {\displaystyle d_{\mu }(p)=D_{\mu }} qui définit une matière de Dirac classique dans laquelle les quasiparticules sont décrites par l'équation de Dirac dans un espace-temps courbe,
{\displaystyle \left[i\hbar v_{\rm {D}}\gamma ^{a}e_{a}^{\mu }D_{\mu }-mv_{\rm {D}}^{2}\right]\Psi =0.}
où {\displaystyle D_{\mu }} désigne la dérivée covariante. A titre d'exemple, pour la métrique plate, l'énergie d'une particule de Dirac libre diffère considérablement de l'énergie cinétique classique où l'énergie est proportionnelle au carré de l'impulsion :
{\displaystyle {\begin{aligned}\mathrm {Particle\;de\;Dirac\;libre:\;} E&=\pm {\sqrt {\hbar ^{2}v_{\rm {D}}^{2}\mathbf {k} ^{2}+m^{2}c^{4}}}\\\mathrm {Energie\;cin{\acute {e}}tique:\;} E&={\frac {m|\mathbf {v} |^{2}}{2}}={\frac {|\mathbf {k} |^{2}}{2m}}.\end{aligned}}}
La vitesse de Dirac {\displaystyle v_{\rm {D}}} donne le gradient de l'équation de dispersion {\displaystyle E-k} aux grandes impulsions {\displaystyle k}, {\displaystyle m} est la masse de la particule ou de l'objet. Dans le cas de la matière de Dirac sans masse, comme les quasi-particules fermioniques dans le graphène ou dans les semi-métaux de Weyl, la relation énergie-impulsion est linéaire,
{\displaystyle E(\mathbf {k} )=\hbar v_{\rm {D}}|\mathbf {k} |}
Par conséquent, la matière de Dirac conventionnelle comprend tous les systèmes qui ont un croisement linéaire ou un comportement linéaire dans une région de la relation énergie-impulsion. Ils se caractérisent par des caractéristiques qui ressemblent à un « X », parfois incliné ou biaisé et parfois avec un gap entre la partie supérieure {\displaystyle \vee } et la partie inférieure {\displaystyle \wedge } (dont les points d'inflexion s'arrondissent si l'origine du gap est un terme de masse).
Les caractéristiques générales et quelques exemples spécifiques de la matière de Dirac conventionnelle sont discutés dans les sections suivantes.

## Propriétés générales de la matière de Dirac

### Pertinence technologique et ajustement de la matière de Dirac

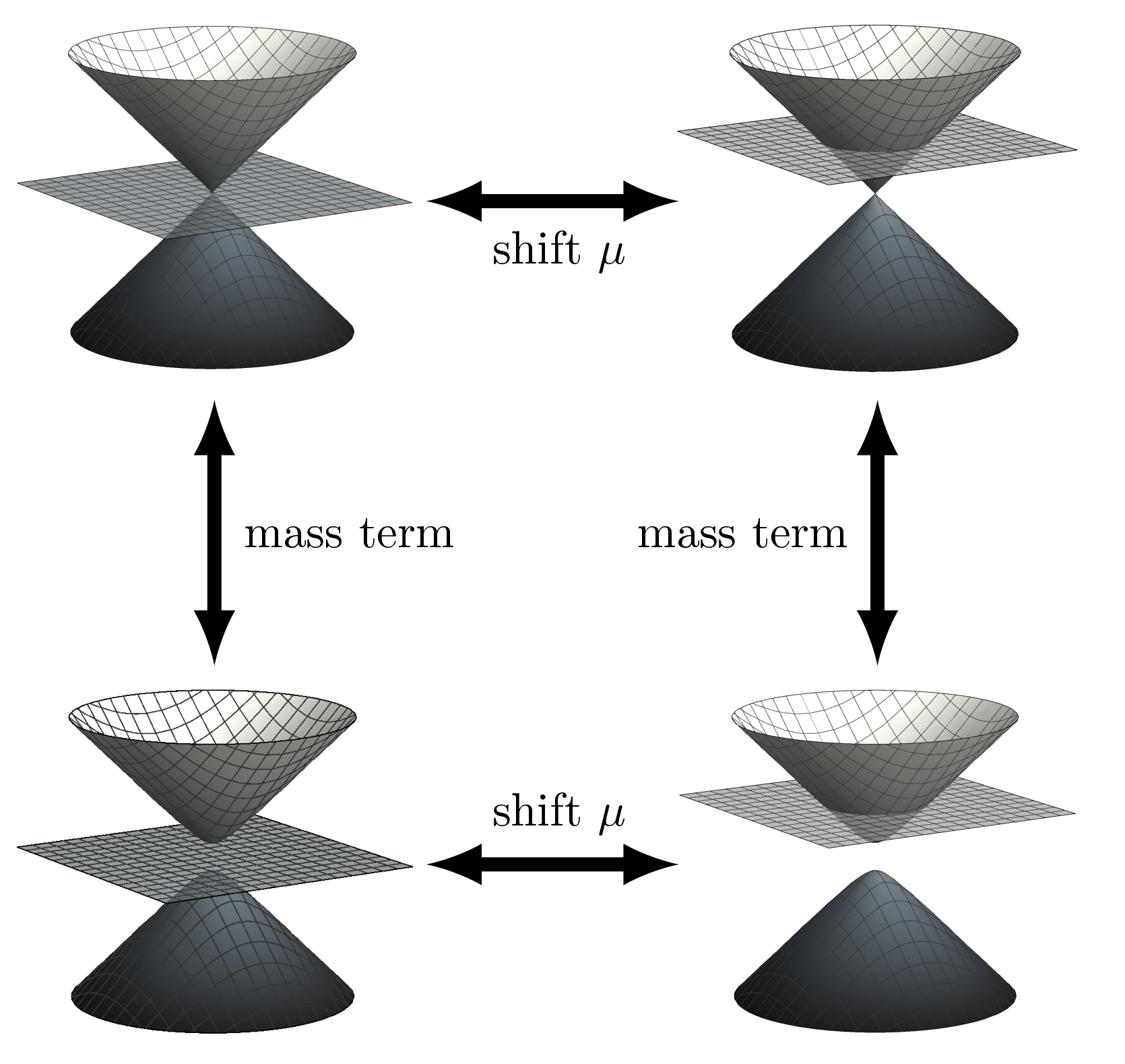
Ajustement de la matière de Dirac : Comme la densité d'états est bien définie, elle peut être bien ajustée au niveau de Fermi (pour la matière de Dirac fermionique) en déplaçant le potentiel chimique. L'introduction d'un terme de masse conduit à un gap entre les deux cônes et la dispersion devient quadratique près de.

La matière de Dirac, en particulier la matière de Dirac fermionique, a un grand potentiel pour des applications technologiques. Par exemple, le prix Nobel de physique de 2010 a été décerné à Andre Geim et Konstantin Novoselov "pour des expériences révolutionnaires concernant le matériau graphène". Dans le communiqué de presse officiel de l'Académie royale suédoise des sciences, il est indiqué que 

« [...] une grande variété d'applications pratiques semblent désormais possibles, notamment la création de nouveaux matériaux et la fabrication d'appareils électroniques innovants. Les transistors en graphène devraient être nettement plus rapides que les transistors en silicium actuels et permettre de créer des ordinateurs plus efficaces. »

— Swedish Royal Academy of Science
En général, les propriétés de la matière de Dirac fermionique sans masse peuvent être contrôlées en déplaçant le potentiel chimique au moyen d'un dopage ou dans une configuration à effet de champ. En ajustant le potentiel chimique, il est possible d'avoir un contrôle précis du nombre d'états présents, puisque la densité d'états varie de façon bien définie avec l'énergie.
De plus, selon la réalisation spécifique du matériau de Dirac, il peut être possible d'introduire un terme de masse {\displaystyle m} qui ouvre un gap dans le spectre - une bande interdite. En général, le terme de masse est le résultat de la rupture d'une symétrie spécifique du système. La largeur de la bande interdite peut être contrôlée avec précision en contrôlant l´amplitude du terme de masse.

### Densité d'états
La densité des états de la matière de Dirac de dimension {\displaystyle d} près des points de Dirac se comporte comme {\displaystyle N(\epsilon )\propto |\epsilon |^{d-1}} où {\displaystyle \epsilon } est l'énergie des particules. La disparition de la densité d'états pour les quasi-particules dans la matière de Dirac imite la physique des semi-métaux pour la dimension physique {\displaystyle d>1}. Dans les systèmes bidimensionnels tels que le graphène et les isolants topologiques, la densité d'états donne une forme en V, comparée à la valeur constante pour les particules massives de dispersion {\displaystyle E=\hbar ^{2}k^{2}/2m}.
La mesure expérimentale de la densité d'états près du point de Dirac par des techniques standards telles que la microscopie à effet tunnel diffère souvent de la forme théorique en raison des effets du désordre et des interactions.

### Chaleur spécifique
La chaleur spécifique, la capacité thermique par unité de masse, décrit l'énergie nécessaire qu'il faut fournir pour modifier la température d'un échantillon. La chaleur spécifique électronique à basse température de la matière de Dirac est {\displaystyle C(T\to 0)\sim T^{d}} qui est différent de {\displaystyle C(T\to 0)\sim T} rencontrée pour les métaux normaux. Par conséquent, pour les systèmes dont la dimension physique est supérieure à 1, le comportement de la chaleur spécifique peut fournir une signature claire de la nature sous-jacente de Dirac des quasi-particules.

### Quantification de Landau
La quantification de Landau fait référence à la quantification des orbites cyclotroniques de particules chargées dans des champs magnétiques. Par conséquent, les particules chargées ne peuvent occuper que des orbites avec des valeurs d'énergie discrètes, appelées niveaux de Landau. Pour les systèmes bidimensionnels avec un champ magnétique perpendiculaire, l'énergie des niveaux de Landau pour la matière ordinaire décrite dans l'équation de Schrödinger et la matière de Dirac est donnée par 
{\displaystyle {\begin{aligned}\mathrm {Mati{\grave {e}}re\;ordinaire:\;} E&=\hbar \omega _{c}\left(n+{\frac {1}{2}}\right),\\\mathrm {Mati{\grave {e}}re\;de\;Dirac:\;} E&=\hbar \omega _{c}{\sqrt {|n|}}.\end{aligned}}}
Ici, {\displaystyle \omega _{c}} est la fréquence cyclotron qui dépend linéairement du champ magnétique appliqué et de la charge de la particule. Il existe deux caractéristiques distinctes entre la quantification au niveau de Landau pour les fermions de Schrödinger 2D (matière ordinaire) et les fermions de Dirac 2D. Premièrement, l'énergie des fermions de Schrödinger est linéairement dépendante par rapport au nombre quantique entier {\displaystyle n}, alors qu'il présente une dépendance en racine carrée pour les fermions de Dirac. Cette différence clé joue un rôle important dans la signature expérimentale de la matière de Dirac,. De plus, pour {\displaystyle n=0} il existe un niveau d'énergie 0 pour les fermions de Dirac qui est indépendant de la fréquence cyclotron {\displaystyle \omega _{c}} et donc du champ magnétique appliqué. Par exemple, l'existence du niveau zéro de Landau donne lieu à un effet Hall quantique où la conductance Hall est quantifiée à des valeurs demi-entières,.

## Matière fermionique de Dirac
Dans le contexte des quasiparticules fermioniques, la vitesse de Dirac est identique à la vitesse de Fermi ; dans les systèmes bosoniques, aucune vitesse de Fermi n'existe, donc la vitesse de Dirac est une propriété plus générale de ces systèmes.

### Graphène
Le graphène est un allotrope cristallin bidimensionnel du carbone, où les atomes de carbone sont disposés dans un réseau en nid d'abeille. Chaque atome de carbone forme des liaisons {\displaystyle \sigma } aux trois atomes voisins qui se trouvent dans le plan du graphène à des angles de 120°. Ces liaisons sont portées par trois des quatre électrons du carbone tandis que le quatrième électron, qui occupe une orbitale {\displaystyle \mathrm {p} _{z}}, porte une liaison π hors du plan qui conduit aux bandes électroniques au niveau de Fermi. Les propriétés de transport uniques et l'état semi-métallique du graphène sont le résultat des électrons délocalisés occupant ces orbitales p z.
L'état semi-métallique correspond à un croisement linéaire de bandes d'énergie au points {\displaystyle K} et {\displaystyle K'} de la zone de Brillouin hexagonale du graphène. En ces deux points, la structure électronique peut être effectivement décrite par l'hamiltonien
{\displaystyle {\cal {H}}=\hbar v_{\rm {D}}\left(\tau k_{x}\sigma _{x}+k_{y}\sigma _{y}\right).}
Ici, {\displaystyle \sigma _{x}} et {\displaystyle \sigma _{y}} sont deux des trois matrices de Pauli. Le facteur {\displaystyle \tau =+/-} indique si l'hamiltonien décrit est centré sur la vallée {\displaystyle K} ou {\displaystyle K'} à l'angle de la zone de Brillouin hexagonale. Pour le graphène, la vitesse de Dirac est d'environ {\displaystyle \hbar v_{\rm {D}}\approx 5.8} eV {\displaystyle \mathrm {\AA} }. Un écart d'énergie dans la dispersion du graphène peut être obtenu à partir d'un hamiltonien à basse énergie de la forme
{\displaystyle {\begin{aligned}{\cal {H}}=\hbar v_{\rm {D}}(\tau k_{x}\sigma _{x}+k_{y}\sigma _{y})+M\sigma _{z},\end{aligned}}}
qui contient maintenant un terme de masse {\displaystyle M}. Il existe plusieurs façons distinctes d'introduire un terme de masse, et les résultats ont des caractéristiques différentes,. L'approche la plus pratique pour créer un écart (en introduisant un terme de masse) consiste à briser la symétrie sous-réseau du réseau où chaque atome de carbone est légèrement différent de ses plus proches voisins mais identique à ses voisins les plus proches suivants ; un effet qui peut résulter des effets du substrat.

### Isolants topologiques
Un isolant topologique est un matériau qui se comporte comme un isolant à l'intérieur (dans le volume) mais dont la surface contient des états conducteurs. Cette propriété représente un ordre topologique protégé par symétrie non trivial. En conséquence, les électrons dans les isolants topologiques ne peuvent se déplacer que le long de la surface du matériau. Dans la masse d'un isolant topologique sans interaction, le niveau de Fermi est positionné dans l'espace entre les bandes de conduction et de valence. En surface, il existe des états spéciaux dans la bande interdite d'énergie globale qui peuvent être efficacement décrits par un hamiltonien de Dirac :
{\displaystyle {\begin{aligned}{\cal {H}}=\hbar v_{\rm {D}}(\mathbf {k} \times {\boldsymbol {\sigma }})\cdot {\hat {\mathbf {z} }}\end{aligned}}}
où {\displaystyle {\hat {\mathbf {z} }}} est normal à la surface et {\displaystyle {\mathbf {\sigma } }} est dans la base du spin réel. Cependant, si nous faisons tourner spin par un opérateur unitaire, {\displaystyle U={\rm {diag}}[1,i]}, on se retrouvera avec la notation standard de l'hamiltonien de Dirac, {\displaystyle {\cal {H}}=\hbar v_{\rm {D}}{\boldsymbol {\sigma }}\cdot {\mathbf {k} }} . De tels cônes de Dirac émergeant à la surface de cristaux tridimensionnels ont été observés expérimentalement, par exemple le séléniure de bismuth (Bi2Se3),, le tellurure d'étain (SnTe)  et de nombreux autres matériaux.

### Dichalcogénures de métaux de transition (TMDC)

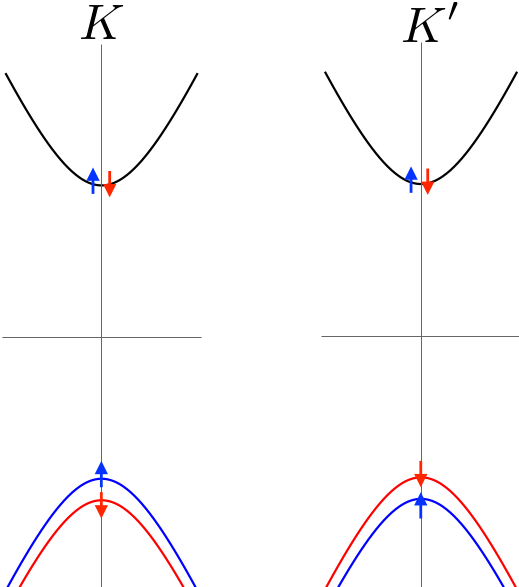
Lorsqu'elles sont gapées, près des points et de leur zone de Brillouin hexagonale, les dispersions des dichalcogénures de métaux de transition peuvent être décrites par une équation de Dirac massive avec des termes de couplage spin-orbite supplémentaires qui conduisent à une séparation du spin dans la bande de valence.

Les propriétés à basse énergie de certaines monocouches de dichalcogénures de métaux de transition semi-conducteurs peuvent être décrites par un hamiltonien de Dirac massif bidimensionnel (gapé) avec un terme supplémentaire décrivant un fort couplage spin-orbite,,, :
{\displaystyle {\begin{aligned}{\cal {H}}=\hbar v_{\rm {D}}(\tau k_{x}\sigma _{x}+k_{y}\sigma _{y})+\Delta \sigma _{z}+\lambda (1-\sigma _{z})\tau s+(\alpha +\beta \sigma _{z})(k_{x}^{2}+k_{y}^{2}).\end{aligned}}}
Le couplage spin-orbite {\displaystyle \lambda } fournit une grande séparation de spin dans la bande de valence et {\displaystyle s} indique le degré de liberté de spin. Comme pour le graphène, {\displaystyle \tau } donne à la vallée un degré de liberté - que ce soit près du point {\displaystyle K} ou {\displaystyle K^{\prime }} de la zone de Brillouin hexagonale. Les monocouches de dichalcogénure de métal de transition sont souvent discutées en référence à des applications potentielles en valléetronique (en).

### Semi-métaux de Weyl
Les semi-métaux de Weyl, par exemple l'arséniure de tantale (TaAs) et les matériaux apparentés,,,,,, le siliciure de strontium (SrSi2)  ont un hamiltonien très similaire à celui du graphène, mais celui-ci inclut désormais les trois matrices de Pauli et les croisements linéaires se produisent en 3D :
{\displaystyle {\cal {H}}=\hbar v_{\rm {D}}(k_{x}\sigma _{x}+k_{y}\sigma _{y}+k_{z}\sigma _{z}).}
Puisque les trois matrices de Pauli sont présentes, il n'y a pas d'autre matrice de Pauli qui pourrait ouvrir un gap dans le spectre et les points de Weyl sont donc topologiquement protégés. L'inclinaison des cônes linéaires de sorte que la vitesse de Dirac varie conduit à des semi-métaux de Weyl de type II,. Une caractéristique distincte et observable expérimentalement des semi-métaux de Weyl est que les états de surface forment des arcs de Fermi puisque la surface de Fermi ne forme pas de boucle fermée.

### Semi-métaux de Dirac
Dans les cristaux symétriques par inversion et inversion du temps, les bandes d'énergie électronique sont doublement dégénérées. Cette dégénérescence est appelée dégénérescence de Kramers. Par conséquent, les semi-métaux avec des croisements linéaires de deux bandes d'énergie (dégénérescence double) à l'énergie de Fermi présentent une dégénérescence quadruple au point de croisement. L'hamiltonien effectif pour ces états peut s'écrire
{\displaystyle {\cal {H}}=\hbar v_{\rm {D}}\left({\begin{array}{cc}\mathbf {k} \cdot {\boldsymbol {\sigma }}&0\\0&-\mathbf {k} \cdot {\boldsymbol {\sigma }}\end{array}}\right).}
Cela a exactement la structure matricielle de la matière de Dirac. Des exemples de semi-métaux de Dirac réalisés expérimentalement sont le bismuthure de sodium (Na3Bi),, et l'arséniure de cadmium (Cd3As2),,.

## Matière bosonique de Dirac

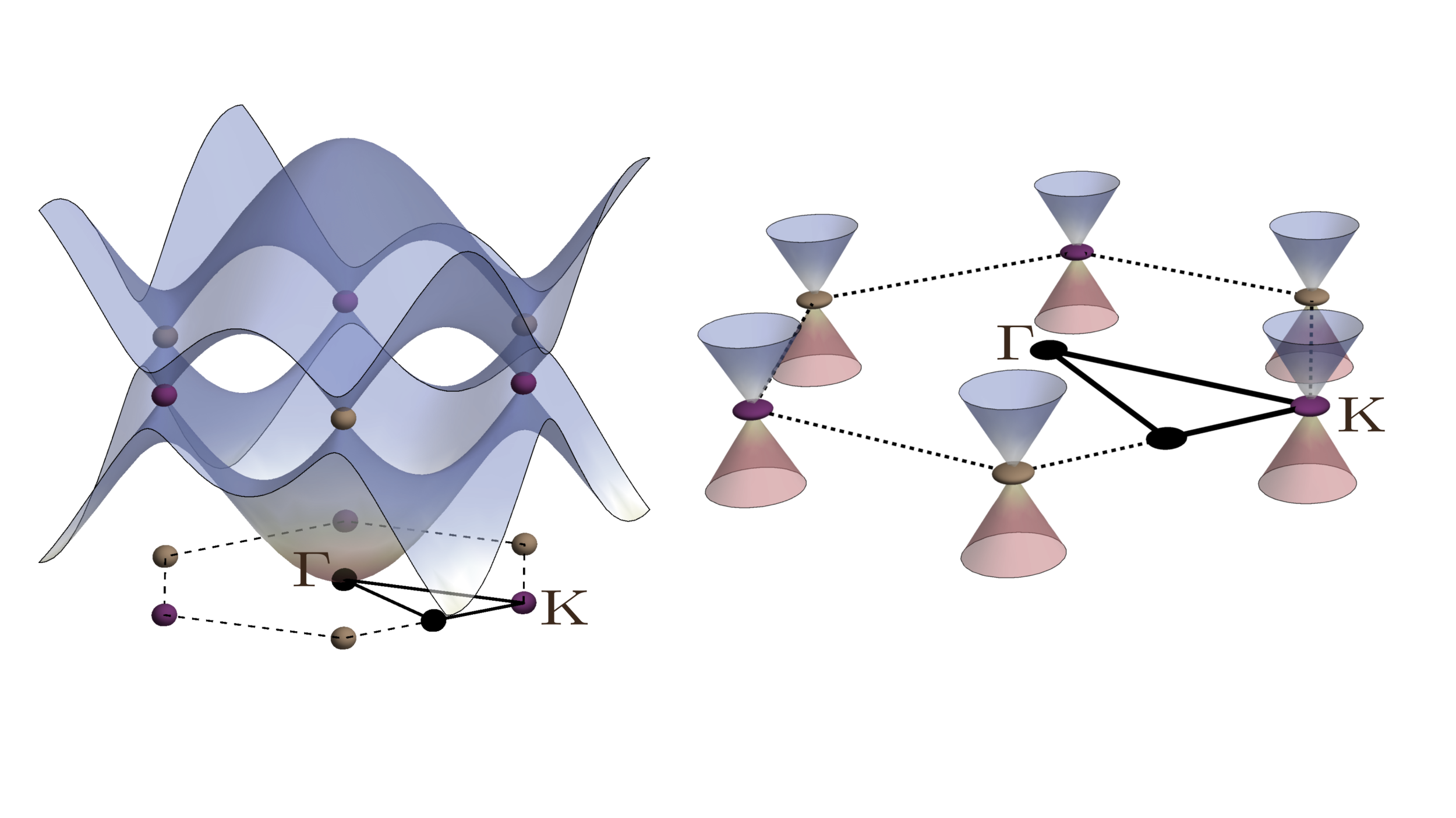
Dispersions pour les matériaux de Dirac bosoniques (à gauche) et fermioniques (à droite). Contrairement au cas fermionique où l'exclusion de Pauli confine les excitations à proximité de l'énergie de Fermi, la description du boson nécessite toute la zone de Brillouin.

Alors que l'intérêt historique s'est concentré sur les quasiparticules fermioniques qui ont un potentiel d'applications technologiques, en particulier en électronique, la structure mathématique de l'équation de Dirac ne se limite pas aux statistiques des particules. Cela a conduit au développement récent du concept de matière bosonique de Dirac.
Dans le cas des bosons, il n'y a pas de principe d'exclusion de Pauli pour confiner les excitations proches du potentiel chimique (énergie de Fermi pour les fermions) donc toute la zone de Brillouin doit être incluse. À basse température, les bosons s'accumuleront au point d'énergie le plus bas, le point {\displaystyle \Gamma } de la bande inférieure. Il faut ajouter de l'énergie pour exciter les quasi-particules au voisinage du point de croisement linéaire.
Plusieurs exemples de matière de Dirac avec des quasi-particules fermioniques se produisent dans des systèmes où il existe un réseau cristallin hexagonal ; les quasi-particules bosoniques sur un réseau hexagonal sont donc les candidates naturelles pour la matière bosonique de Dirac. En fait, la symétrie sous-jacente d'une structure cristalline contraint fortement et protège l'émergence de croisements de bandes linéaires. Les quasi-particules bosoniques typiques dans la matière condensée sont les magnons, les phonons, les polaritons et les plasmons.
Les exemples existants de matière bosonique de Dirac comprennent les halogénures de métaux de transition tels que CrX3 (X= Cl, Br, I), où le spectre de magnon présente des croisements linéaires, des supraconducteurs granulaires dans un réseau en nid d'abeille et des réseaux hexagonaux de microcavités semi-conductrices hébergeant des polaritons de microcavité à croisements linéaires. Comme le graphène, tous ces systèmes ont une structure de réseau hexagonale.

## Matière anyonique de Dirac
La matière anyonique de Dirac est un domaine hypothétique encore peu exploré à ce jour[réf. nécessaire]. Un anyon est un type de quasi-particule qui ne peut apparaître que dans des systèmes bidimensionnels. En ce qui concerne les bosons et les fermions, l'échange de deux particules contribue d'un facteur 1 ou -1 à la fonction d'onde. Au contraire, l'opération d'échange de deux anyons identiques provoque un déphasage global. Les anyons sont généralement classés en abéliens ou non abéliens, selon que les excitations élémentaires de la théorie se transforment sous une représentation abélienne du groupe de tresses ou non abélienne. Des anyons abéliens ont été détectés en relation avec l'effet Hall quantique fractionnaire. La construction possible de la matière de Dirac anyonique repose sur la protection de la symétrie des croisements de bandes d'énergie anyoniques. En comparaison avec les bosons et les fermions, la situation se complique car les translations dans l'espace ne commutent pas nécessairement. De plus, pour des symétries spatiales données, la structure de groupe décrivant l'anyon dépend fortement de la phase spécifique de l'échange d'anyons. Par exemple, pour les bosons, une rotation d'une particule d'environ 2 π soit 360 {\displaystyle ^{\circ }}, ne changera pas sa fonction d'onde. Pour les fermions, une rotation d'une particule d'environ 2 π, contribuera un facteur de {\displaystyle -1} à sa fonction d'onde, alors qu'une rotation de 4 π, soit une rotation d'environ 720 {\displaystyle ^{\circ }}, donnera la même fonction d'onde que précédemment. Pour les anyons, un degré de rotation encore plus élevé peut être nécessaire, par exemple 6 π, 8 π, etc., pour laisser la fonction d'onde invariante.